# 15. podmorniška flotilja (Wehrmacht)
Za druge 15. flotilje glejte 15. flotilja.
15. podmorniška flotilja je bila bojna podmorniška flotilja v sestavi Kriegsmarine med drugo svetovno vojno.
V času kapitulacije Tretjega rajha je bila flotilja še v procesu organiziranja in še ni bila operativno sposobna.

## Baze
- Kristiansand

## Podmornice
Razredi podmornic
- VIIC, XXI, XXIII

Seznam podmornic
- U-281, U-369, U-712, U-2337, U-2350, U-2353, U-2354, U-2361, U-2363, U-2529, U-4706

## Poveljstvo
Poveljnik
- Kapitan korvete Ernst Mengersen (april - maj 1945)